# Авансцена (фильм, 1991)
«Авансцена» или «Актриса» (иер. трад. 阮玲玉, упр. 阮玲玉, кант.-рус.: Жуань Линъюй, англ. Center Stage) — гонконгская биографическая драма 1991 года, режиссёр Стэнли Кван. Главные роли в фильме исполнили Мэгги Чун, Цинь Хань, Тони Люн Ка-фай и Лоуренс Нг.
Картина получила девять номинаций на 12-й Гонконгской кинопремии, одержав победу в пяти категориях. Мэгги Чун завоевала премию «Серебряный медведь» за лучшую женскую роль на 42-м Берлинском международном кинофестивале и приз «Серебряный Хьюго» на Международном кинофестивале в Чикаго.

## Сюжет
Фильм основан на реальной истории жизни первой примадонны китайского киноискусства Жуань Линъюй. Картина рассказывает о её восхождении к славе как киноактрисы в Шанхае в 1930-х годах. Жуань, прозванная «китайской Гарбо», начала свою актёрскую карьеру в 16 лет и покончила с собой в 24 года.
В фильме чередуются реальные сцены (интервью свидетелей, знавших Жуань), воссозданные сцены с участием Мэгги Чун и отрывки из оригинальных фильмов Жуань, включая её последние две картины «Богиня» (1934) и «Новые женщины» (1935).

## В ролях
- Мэгги Чун — Жуань Линъюй
- Цинь Хань[англ.] — Тан Цзишань
- Тони Люн Ка-фай — Цай Чушэн
- Лоуренс Нг[англ.] — Чжан Даминь
- Карина Лау — Ли Лили
- Сесилия Ип — Лим Чо-чо[англ.]
- Уэйз Ли — Ли Миньвэй
- Пол Чанг Чжун — Ло Мин Ю[англ.]
- Сяо Сян — Хэ Айин (мать Жуань)
- Марианна Ип — Лай Чук-Чук[англ.]
- Юмико Ченг[англ.] — Жуань Линъюй в детстве
- Фу Чонг — Не Эр
- Сюэ Гопин — Цзинь Ян[англ.]
- Сунь Дунгуан — Сунь Юй
- Сяо Жуншэн — У Юнган[англ.]
- Чжэн Дали — Чжэн Цзюньли
- Чжоу Цзе[англ.] — Лю Цюнь[англ.]
- Хуан Далян — У Чэнью
- Клод Монж — мистер Скиннер
- Кэрри Ланезе — миссис Скиннер

## Награды и номинации
| Награды                     | Награды                             | Награды                                                                                 | Награды   |
| Кинопремия                  | Категория                           | Лауреат / претендент                                                                    | Результат |
| --------------------------- | ----------------------------------- | --------------------------------------------------------------------------------------- | --------- |
| 12-я Гонконгская кинопремия | Лучший фильм                        | Авансцена                                                                               | Номинация |
| 12-я Гонконгская кинопремия | Лучшая режиссёрская работа          | Стэнли Кван                                                                             | Номинация |
| 12-я Гонконгская кинопремия | Лучший сценарий                     | Пегги Чао, Кенг Чиен Чи                                                                 | Номинация |
| 12-я Гонконгская кинопремия | Лучшая женская роль                 | Мэгги Чун                                                                               | Победа    |
| 12-я Гонконгская кинопремия | Лучшая операторская работа          | Пун Хан-Сан                                                                             | Победа    |
| 12-я Гонконгская кинопремия | Лучшая работа художника             | Сильвер Чун, Олимпик Лау, Лай Пань                                                      | Победа    |
| 12-я Гонконгская кинопремия | Лучшая музыка                       | Хуанг Джин Чен                                                                          | Победа    |
| 12-я Гонконгская кинопремия | Лучшая песня                        | Композитор: Хуанг Джин Чен • Текст: Дэрил Яо, Хуанг Джин Чен • Исполнитель: Трейси Хуан | Победа    |
| 12-я Гонконгская кинопремия | Лучшая работа художника по костюмам | Чэ Сук-Ин, Пиу Юк-Мук, Олимпик Лау, Силвер Чун                                          | Номинация |
| 28-я Золотая лошадь         | Лучший фильм                        | Авансцена                                                                               | Номинация |
| 28-я Золотая лошадь         | Лучшая режиссёрская работа          | Стэнли Кван                                                                             | Номинация |
| 28-я Золотая лошадь         | Лучший оригинальный сценарий        | Пегги Чао, Кенг Чиен Чи                                                                 | Номинация |
| 28-я Золотая лошадь         | Лучшая женская роль                 | Мэгги Чун                                                                               | Победа    |
| 28-я Золотая лошадь         | Лучшая операторская работа          | Пун Хан-Сан                                                                             | Победа    |
| 28-я Золотая лошадь         | Лучшая работа художника             | Сильвер Чун, Олимпик Лау, Лай Пань                                                      | Номинация |
| 28-я Золотая лошадь         | Лучший монтаж                       | Чун Ка-Фай, Питер Чун, Кеунг Чюн-Так                                                    | Номинация |
| 28-я Золотая лошадь         | Лучшая музыка                       | Хуанг Джин Чен                                                                          | Номинация |
| 28-я Золотая лошадь         | Лучшая работа художника по костюмам | Чэ Сук-Ин, Пиу Юк-Мук, Олимпик Лау, Силвер Чун                                          | Номинация |